# Dom modlitwy Kahalna w Lublinie
Synagoga Kahalna w Lublinie – nieistniejąca synagoga znajdująca się w Lublinie przy ulicy Jatecznej 6.
Synagoga została zbudowana w 1622 roku. W jednej z sal synagogi początkowo znajdowała się najstarsza lubelska jesziwa, która funkcjonowała do około 1650 roku. Część cennych ksiąg z niej pochodzących przechowywano jeszcze w bibliotece synagogalnej w okresie międzywojennym.
Podczas II wojny światowej, podczas likwidacji getta lubelskiego w 1942 roku, budynek synagogi został wyburzony. 